# アメリカ合衆国食品局

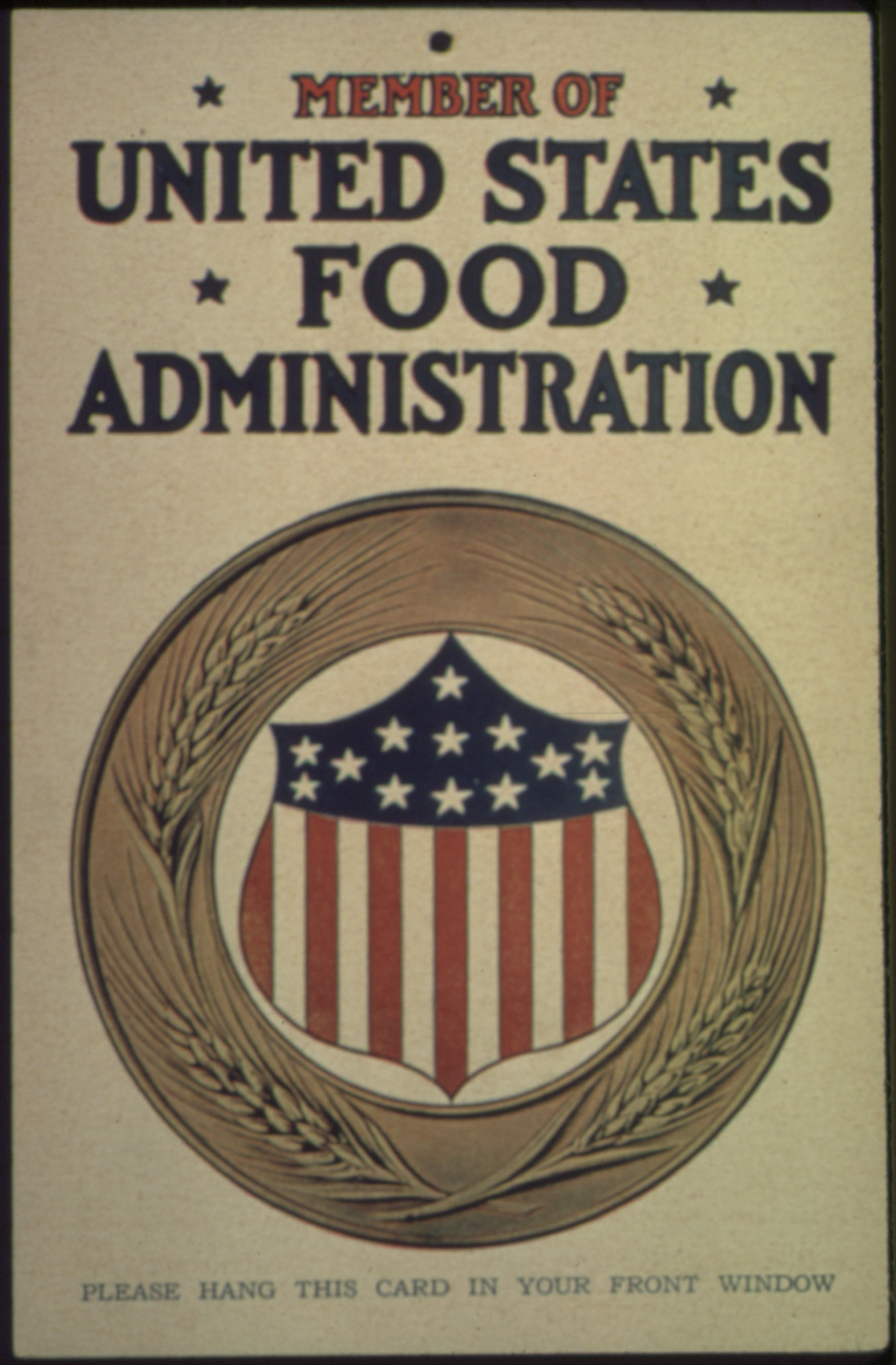

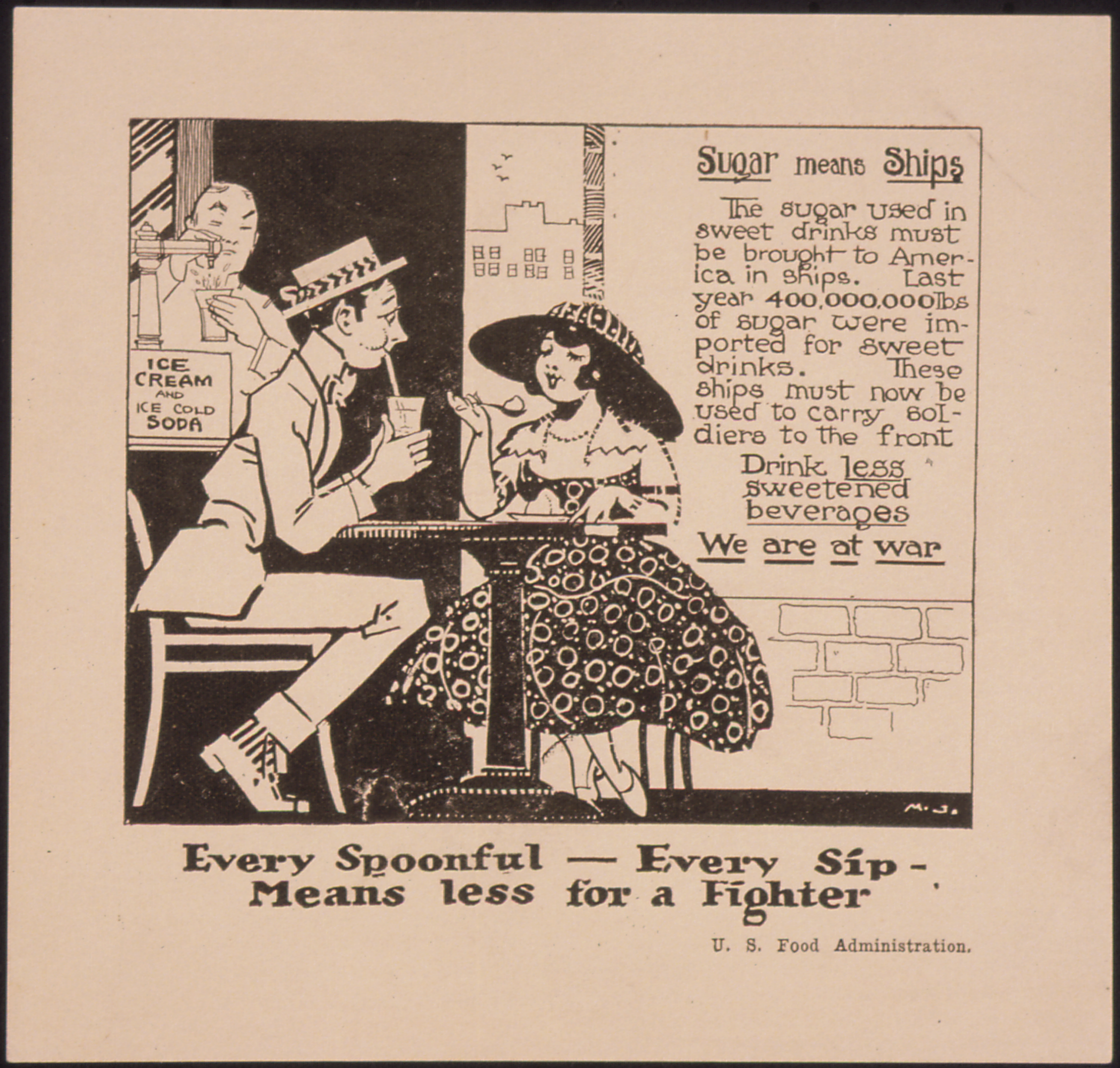

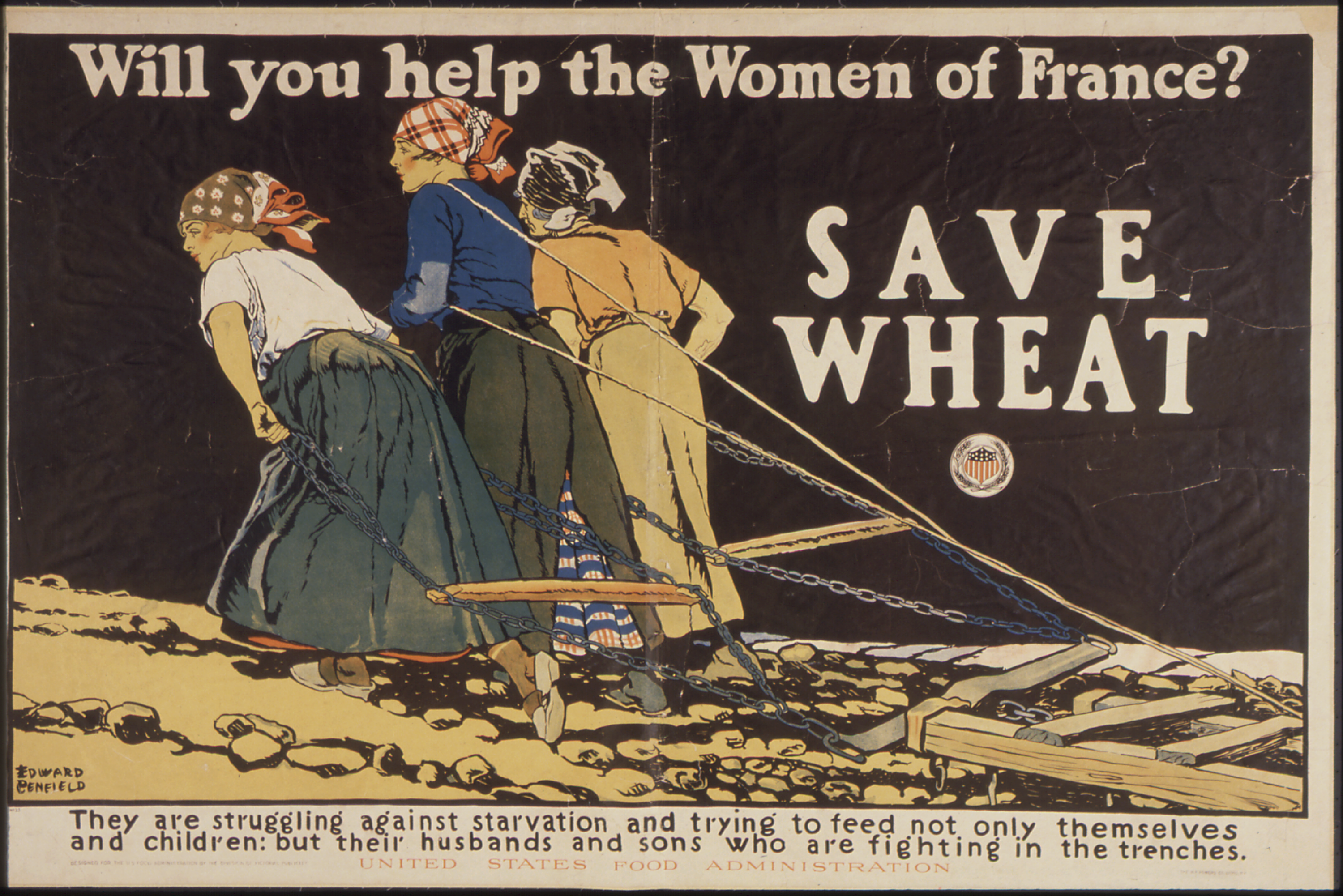

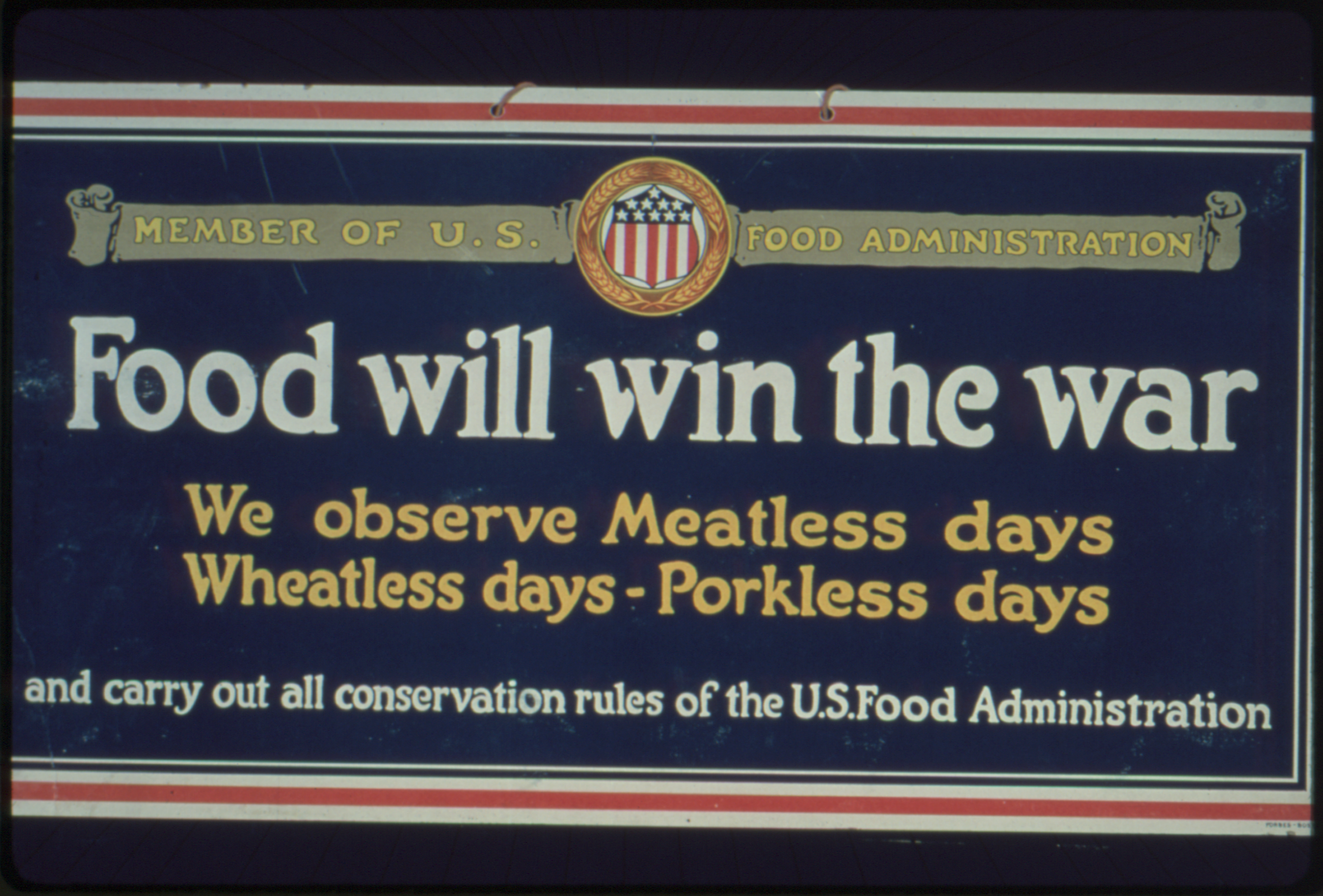

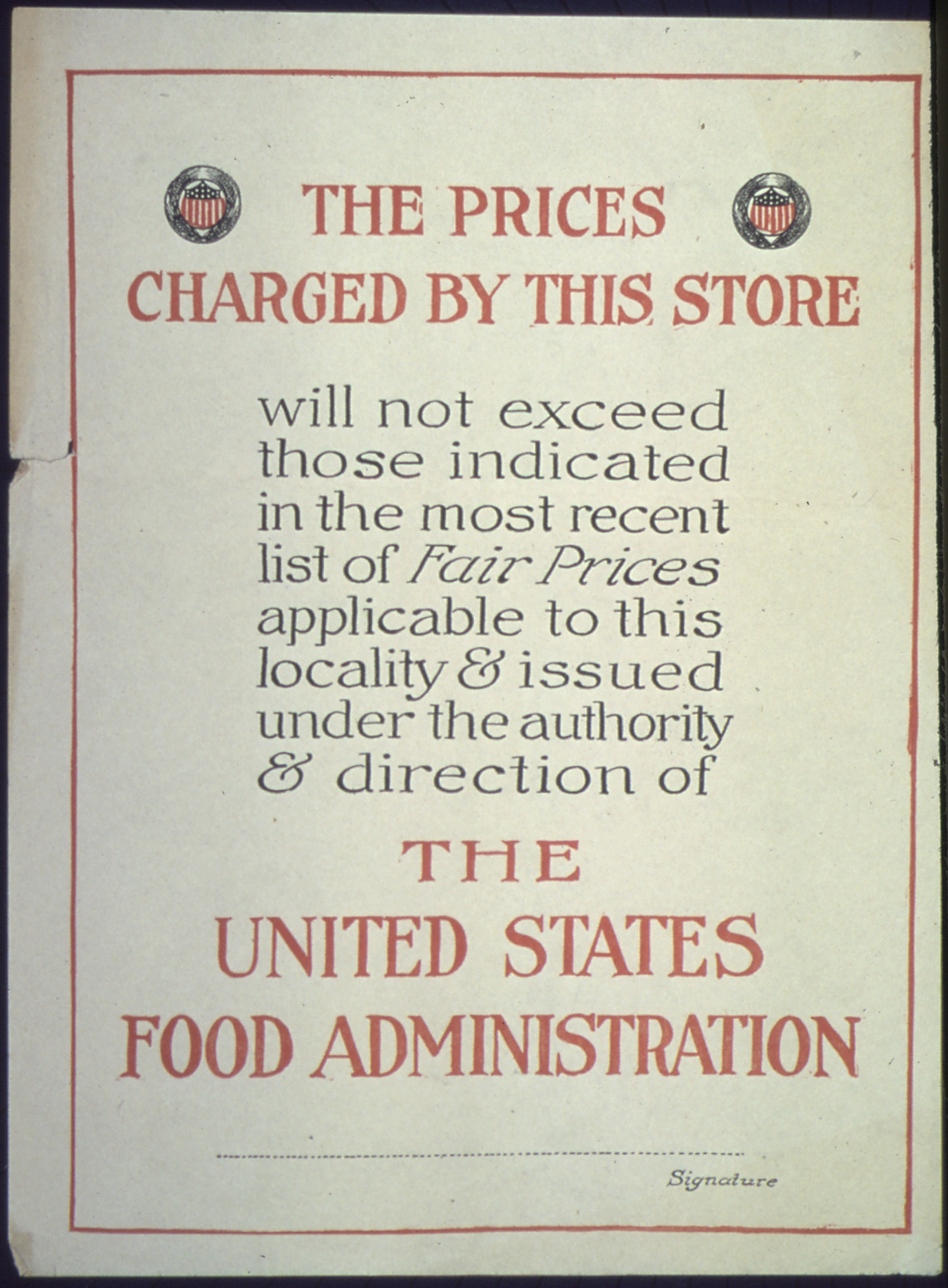

アメリカ合衆国食品局 (United States Food Administration) は、アメリカ合衆国が第一次世界大戦に参戦していた間、連合国の食料備蓄の管理を担った機関である。同局の重要任務の1つは、米国市場における小麦価格の安定化であった。食品燃料管理法の規定に従い、1917年8月10日の大統領令第2679-A号により設立された。
ハーバート・フーバー政権下にて食品局は食料の購入・販売のための機関として、食料管理法（Food Control Act、1917年8月10日制定）の規定に基づき、穀物公社 (Grain Corporation) を組織した。事業規模は70億ドルにのぼったが、欧州における休戦によって時代遅れとなった。ウッドロウ・ウィルソン大統領は欧州再建を支援すべく、同局の改組を進めた。同局はアメリカ救済局となり、1919年2月25日に法的認可を得た（公法第274号、第65議会）。
食品局穀物公社は、1919年5月14日の大統領令第3087号によりアメリカ合衆国穀物公社 (United States Grain Corporation) となった。